# Aeropuerto de Santa Teresita
El Aeródromo de Santa Teresita (FAA: SST - IATA: SST - OACI: SAZL), es un aeródromo que se encuentra a 1,3 km al oeste del centro de la ciudad de Santa Teresita, en la provincia de Buenos Aires. Fue construido en 1951, ya que tras la Segunda Guerra Mundial estaba mostrando la importancia estratégica de la aviación militar, en el marco de la nueva mirada autárquica de la Defensa Nacional promovida por el gobierno de Juan Domingo Perón, se invirtió fuertemente para desarrollar la aviación argentina, lo que incluyó el equipamiento completo de la Fuerza Aérea con material moderno, la creación de líneas aéreas desde casi cero, la construcción de infraestructura en pequeñas localidades entre ellas el aeropuerto de Santa Teresita, y el Aeropuerto de Tartagal .
Su dirección es Ruta 11 km 325 S/N (B7107) y sus coordenadas son latitud 36° 32' 32" S 056° 43' 18" W.
El área total del predio es de 306 ha con una terminal de pasajeros de 250 m² en un único nivel.
Tiene una única pista de 1500 m por 30 m de ancho, orientación 17/ 35. 
El aeródromo tiene su actividad pico durante los meses de verano pero funciona todo el año. Antiguamente durante la temporada de verano realizaba vuelos comerciales desde y hacia el Aeroparque Jorge Newbery de la Ciudad de Buenos Aires que acercaban a los turistas en 45 minutos. En 2017 la empresa AVIAN anunció que estudiaba volver a operar en Santa Teresita y Villa Gesell. Otra empresa que anunció sumar sus vuelos a Santa Teresita fue Alas del Sur, si bien dicha operación nunca se concretó, ni hay trabajos de adecuación de las instalaciones del aeródromo.
El Aero Club de Santa Teresita utiliza el predio para sus cursos y vuelos de bautismo. 
TWR 122.10 Aer.
NDB 365 STR